# ويلارد كروكر
ويلارد كروكر هو لاعب كرة مضرب كندي، ولد في 21 يوليو 1898، وتوفي في 1964.